# ロレッタ・リン
ロレッタ・リン（Loretta Lynn、1932年4月14日 - 2022年10月4日）は、アメリカ合衆国を代表する伝説のカントリー・ミュージック歌手、シンガーソングライター、作家。

## 人物
ケンタッキー州ペインツヴィル近くのブッチャー・ハローで炭鉱労働者の父のもとに生まれた。15歳で結婚し、すぐに妊娠。夫のオリヴァー・ヴァネッタ・リン・ジュニア(通称ドゥー、1926年 – 1996年)と共にワシントン州に移る。しかし2人の結婚は彼の不倫、彼女の頑固な性格のため波乱に満ちていたが、これが彼女の音楽に着想を与えた。
1953年、21歳時の結婚6周年にリンの夫は彼女のために17ドルのハーモニー・カンパニーのギターを買った。リンは独学でギターを学び、24歳時の結婚記念日に彼は彼女に歌手になることを勧めた。ギターの上達のため、ワシントン州のデルタ・グランジ・ホールでペン・ブラザーズ・バンド、ザ・ウエスタナーズ、と共に歌い始め、1960年2月、1枚目のシングル『I'm a Honky Tonk Girl 』を発表。彼女は1960年代のテネシー州ナッシュビルのカントリー・ミュージック界の一員となり、1967年に初めて『Don't Come Home A' Drinkin' (With Lovin' on Your Mind) 』でナンバー1ヒットを記録すると、『You Ain't Woman Enough 』、『Fist City 』、『Coal Miner's Daughter 』などナンバー1ヒットを16曲、ソロとデュエットの曲を合わせると70曲もヒット曲を生みだした。
労働者階級の女性問題および浮気性の夫と愛人をテーマに歌うと同時に、産児制限(『The Pill 』)や度重なる出産(『One's on the Way 』)、男と女のダブルスタンダード(『Rated "X" 』)、ベトナム戦争による寡婦（『Dear Uncle Sam 』）など、保守的なカントリー・ミュージック業界では今までなかった社会的な歌を歌った。そのため、カントリー・ミュージックのラジオ局では、しばしばリンの歌を放送することを拒否し、彼女の曲のうち9曲を禁止した。しかし、リンは「カントリー・ミュージックのファーストレディ」(The First Lady of Country Music) と呼ばれるようになった。1976年のベストセラーの自伝は1980年、シシー・スペイセクとトミー・リー・ジョーンズ主演のアカデミー賞受賞映画『歌え!ロレッタ愛のために』の原作となった。2004年、ジャック・ホワイトプロデュースのアルバム『Van Lear Rose 』が発表され、カントリー・アルバム・チャートのトップになった。また彼女は数々の賞を受賞。50年以上活動を続け、2010年、功績を称えCMAアワードでトリビュート公演が行なわれた。1962年9月25日から50年以上グランド・オール・オープリーのメンバーであり続け、最も成功した歌手の一人である。1988年にはカントリーの殿堂入りを果たした。

## 来歴

### 生い立ち
ケンタッキー州ブッチャー・ハローにて、炭坑作業員、店主、農業従事者の父メルヴィン・“テッド”・ウェブ (1906年4月9日 - 1959年2月23日) とアルスター・スコットランド人、チェロキーの血を引く母クララ・マリー・レイミー (1912年5月5日 – 1981年11月24日) の間に、ロレッタ・ウェブ（Loretta Webb）として生まれる。名前のロレッタは女優ロレッタ・ヤングに由来する。父親は娘の成功を見ることなく亡くなった。8人兄弟の2番目であり、うち3人、クリスタル・ゲイル、ペギー・スー、ジェイ・リー・ウェブはカントリー・ミュージックに携わっている。きょうだいはメルヴィン・ウェブ・ジュニア(1929年 – 1993年)、ハーマン (1934年 - )、ジェイ・リー(1939年 – 1996年)、ドナルド(1943年 - )、ペギー・ウェブ・ライト(1947年 - )、ベティ・ルース(1949年 - )、ブレンダ・ゲイル・ウェブ(クリスタル・ゲイル) (1951年 - )。母方の親戚にカントリー歌手パティ・ラヴレス、1944年のミス・アメリカのヴィーナス・レイミーがいる。ケンタッキー州ペインツヴィル近くの炭鉱コミュニティであるヴァン・リアのブッチャー・ホロウで育った。
1948年1月10日、オリヴァー・ヴァネッタ・リン（通称ドゥーリトル、ドゥー、ムーニー(密造酒(ムーンシャイン)による)）と結婚。オリヴァーは21歳、ロレッタは15歳であった。炭鉱業界に嫌気が差し、ワシントン州カスターの林業コミュニティに転居。19歳の時までに3人の子を産んで最終的に6人の母親となり、1961年、29歳で孫が生まれた。
- ベティ・スー (1948年8月3日 - 2013年7月29日)[7]
- ジャック・ベニー (1949年12月7日 - 1984年7月22日)
- クララ・マリー(シシー) (1951年5月4日 - )
- アーネスト・レイ (1959年4月12日 - )
- ペギー/パッツィ（双子。後者はパッツィ・クラインに因む)(1964年6月3日 - )

結婚前、彼女は教会や地元のコンサートなどで歌っていた。結婚後は公で歌うことをやめて家事に専念し、子供達にのみ歌っていた。21歳の時の結婚記念日に夫は17ドルのハーモニー・ギターを彼女に贈り、独学で弾き方を学んだ。
6人の子をもうけた結婚生活は1996年に彼が亡くなるまで約50年続いた。2002年の自伝『Still Woman Enough 』や『CBSニュース』のインタビューで、彼が常にいかに彼女を裏切り、出産する彼女を残して出て行ったことなどを詳しく語った。夫婦喧嘩は絶えなかったが、「彼は一度も暴力を奮わなかった」と語った。

## 活動歴

### 1960年～1966年: 初期
1959年に地元のクラブで歌い始め、後に弟のジェイ・リー・ウェブと共に自身のバンド、ザ・トレイルブレイザーズを結成。ワシントン州タコマでバック・オウエンズ司会のタレント・コンテストのテレビ番組に出演し、ゼロ・レコードの創立者の1人であるカナダ人のノーム・バーリーの目にとまった。ゼロ・レコードの会長でカナダ人のドン・グレイシーはハリウッドにリンをレコーディングに招き、彼女が作曲したうちの4曲『I'm A Honky Tonk Girl 』、『Whispering Sea 』、『Heartache Meet Mister Blues 』、『New Rainbow 』を収録した。1960年2月2日、ゼロ・レコードと契約し、エンジニアはドン・ブレイク、プロデューサーはグレイシー、スピーディ・ウエストによるスティール・ギター、ハロルド・ヘンスリーによるフィドル、ロイ・ハナムによるギター、アル・ウィリアムズによるベース、マディ・ベリーによるドラムで構成されるバック・バンドによりハリウッドでユナイテッド・ウエスタン・レコードによりレコーディングされた。彼女はこの時のサウンドについて「ええと、あれは西海岸のサウンドであってナッシュビルのサウンドではない…西海岸のビートをミックスされてしまった」と語った。
リンがカントリーのラジオ局にプロモーションで全米をまわる一方、グレイシーとデル・ロイはカリフォルニア州ロングビーチのKFRN にプロモーションしていた。リンがナッシュビルに行くと曲はヒットし、ビルボードのカントリー&ウエスタン・チャートで14位に達し、ザ・ウィルバーン・ブラザーズの出版社でデモ・レコードを作製し始めた。ウィルバーンを通してデッカ・レコードと接することができた。ファン数が増え、1960年11月、ロレッタ・リン・ファン・クラブが結成された。年末、ビルボードのMost Promising Country Female Artist (最も前途有望なカントリー女性アーティスト)で第4位となった。
1960年初頭、ウィルバーン・ブラザーズと共にグランド・オール・オープリーに出演すると、カントリー・ミュージックの女性歌手のトップとなった。当時彼女は契約により彼女の曲の権利をウィルバーン・ブラザーズに預けていた。彼らとのビジネスが終了した後も30年間、この権利を取り戻すために戦い続けたが、結局かなわなかった。1970年代、これらの契約のために作曲活動を休止していた。1950年代、キティ・ウェルズがカントリー女性歌手の第一人者となっており、リンが最初のレコーディングを行なった頃は、他にパッツィ・クライン、スキータ・デイヴィス、ジーン・シェパードしか女性トップ・カントリー歌手はいなかった。1962年終盤、リンが彼女らに続く第4の女性トップ・カントリー歌手となった。この頃、クラインは彼女の良き相談相手であり親友でもあった。
1962年、デッカでの1枚目のシングル『Success 』が発表されるとすぐに第6位となり、今後何年も続くトップ10の幕開けとなった。1960年代前期、当時彼女のようなホンキー・トンク歌手は珍しかった。1964年に『Before I'm Over You 』が第4位、『Wine, Women, and Song 』が第3位となり、この時期トップ10の常連となった。1964年終盤、アーネスト・タブとデュエット曲をレコーディング。『Mr. and Mrs. Used to Be 』が15位以内に入った。2人はその後アルバム『Singin' Again 』(1967年)、『If we Put Our Heads Together 』(1969年)を発表。1965年、ソロで『Happy Birthday 』、『Blue Kentucky Girl 』(1970年代にエミルー・ハリスによりカバーされトップ10に入った)、『The Home You're Tearing Down 』と3曲立て続けにヒットし、ソロでも健在であることを証明した。同年アルバム『Songs from My Heart 』と『Blue Kentucky Girl 』を発表。
1966年、ベトナム戦争の犠牲者について歌われた最初の曲となった自身の作曲の『Dear Uncle Sam 』がトップ10に入った。その後もホンキー・トンクの歌唱を続けながらも特に歌詞においてより個性的、多様、野心的になっていった。1966年にナンバー・ワンとなった『You Ain't Woman Enough 』を始めとして、これまでカントリー界にはなかったフェミニズムの視点で歌詞が描かれるようになった。この曲により、ロレッタ・リンはカントリーで初めて自身で作曲しナンバー・ワンとなった女性歌手となった。

### 1967年～1980年: ヒットの始まり
1967年、シングル『Don't Come Home A' Drinkin' (With Lovin' on Your Mind) 』で第1位となった。アルバム『Don't Come Home a Drinkin' (With Lovin' on Your Mind) 』も第1位となり、アルバム50万枚を売り上げた最初の女性カントリー歌手の1人となった。
1968年、次のアルバム『Fist City 』が発表された。この年の初頭、タイトル曲『Fist City 』は彼女にとって2曲目の第1位シングルとなり、アルバムからの他のシングル曲『What Kind of a Girl (Do You Think I Am) 』は第10位以内に入った。1968年、アルバム『Your Squaw Is on the Warpath 』に収録されたタイトル曲『Your Squaw Is on the Warpath 』および『You've Just Stepped In (From Stepping Out on Me) 』はどちらも上位5位以内に入った。1969年、シングル『Woman of the World (Leave My World Alone) 』は彼女にとって3枚目の第1位曲となり、続く『To Make a Man (Feel Like a Man) 』も10位以内に入った。リンは夫と疑わしい仲である実在の女性について曲を書いたとされ、その曲『You Ain't Woman Enough (To Take My Man) 』はすぐにヒットし、以降常に人気の曲となった。1970年代、ヒットを続け、特に1970年に発表された『Coal Miner's Daughter 』は『ビルボード』誌のカントリー・チャートで第1位となり、成功を続けた。『Coal Miner's Daughter 』はケンタッキー州ブッチャー・ホロウの田舎で育った経験を歌っている。1976年に同名の自伝がベストセラーとなり、1980年にシシー・スペイセク主演で同名の伝記映画が公開されアカデミー主演女優賞を受賞した。この曲はBillboard Hot 100に初めて入り、第83位となった。1970年から1975年の間、シングル曲の数々が下位ではるがHot 100に常時入るようになった。
1971年からコンウェイ・トゥイッティとデュエットを組むことになった。1971年から1975年、第14回グラミー賞最優秀カントリー・パフォーマンス賞ヴォーカル入りデュオまたはグループ部門を受賞した1枚目のシングル『After the Fire Is Gone 』(1971年)、『Lead Me On 』(1971年)、『Louisiana Woman, Mississippi Man 』(1973年)、『As Soon as I Hang Up the Phone 』(1974年)、『Feelins' 』(1974年)と5枚連続第1位を獲得した。これによりカントリー史上最も成功したデュオの1つとなった。1972年から1975年の4年間、リンとトゥイッティはCMAアワードの最優秀ヴォーカル・デュオ賞を、1971年および1974から1976年、ACMアワードの最優秀ヴォーカル・デュエット賞を、1975年から1977年、アメリカン・ミュージック・アワードのフェイヴァリット・カントリー・デュオ賞を、1971年から1978年および1980年から1981年、ミュージック・シティ・ニュースの読者投票でナンバー・ワン・デュエット賞を獲得した。1976年から1981年の間、5枚のシングルが第1位となり、さらに7枚のシングルが第10位以内に入った。カントリー史上、ロレッタ・リンとコンウエイ・トゥイッティは最も成功し、最も多く受賞した男女デュオとなった。
1971年、詩人で作詞家のシェル・シルヴァスタインによって書かれた『One's on the Way 』がソロ5枚目の第1位となった。しかしこの頃のそれぞれ別のアルバムに収録されたシングル『I Wanna Be Free 』(1971年)、『You're Lookin' at Country 』(1971年)、『Here I Am Again 』(1972年)は第10位以内には入れども第1位となることはなかった。翌年彼女は『ニューズウィーク』誌でカントリー歌手で初めて表紙に起用された。
1973年、『Rated X 』が『ビルボード』誌のカントリー・チャートで第1位となり、またさらに最も議論を呼んだ作品と考えられている。翌年、アルバム『Love Is the Foundation 』のタイトル曲『Love Is the Foundation 』(1973年)はまた第1位となった。このアルバムからの2枚目で最後のシングル『Hey Loretta 』(1973年)は第5位となった。この10年間、1967年にフランスで元スール・スーリールのリュック・ドミニクによってフランス語で歌われた『黄金のピルのために神の栄光あれ』以外に避妊について書かれた最初の曲とされる『The Pill 』(1975年)を含む彼女のシングル曲は常に第10位以内に入っていた。作曲家としてはリンは女性同士で語り合っているように、主に自らの経験に基づいた曲を書いていた。1976年、ジョージ・ヴェッセイと共著の自伝『Coal Miner's Daughter 』を発表し、当時の売り上げ第1位となり、『ニューヨーク・タイムズ』のベストセラー・リストに載った最初のカントリー歌手となった。これを機にカントリー歌手の書籍出版が増えた。1980年代初頭、ロレッタ・リンは50回以上第10位以内に入った最初のアメリカ人女性歌手となった。
1977年、1963年に飛行機事故で亡くなった友人でありポップ・カントリー歌手のパッツィ・クラインのいくつかの大ヒット曲をカヴァーしたアルバム『I Remember Patsy 』を収録した。このアルバムから『She's Got You 』と『Why Can't He Be You 』の2曲をシングルとして発表して大ヒットした。『She's Got You 』は1962年にクラインが発表した際第1位となり、1977年にリンによりまた第1位となった。その直後に発表された『Why Can't He Be You 』は第7位となった。1980年代初頭、次第にカントリー界にはポップス調のカントリーが流行りだしており、カントリー・ラジオでの彼女の大ヒットは続いた。1980年代中期までは第10位以内に入っていたが、1970年代後期の彼女の曲にはすでに洗練されたポップの要素が含まれていた。1978年、ソロ・シングル『Out of My Head and Back In My Bed 』が彼女にとって最後の第1位となった。1979年、それぞれ別のアルバムに収録された『I Can't Feel You Anymore 』と『I've Got a Picture Of Us on My Mind 』が第5位以内に入った。リンは演奏後、舞台上で1時間またはそれ以上ファンにサインを書いていた。メリーランド州サリスバリーの新聞記者Mel Toadvine が彼女にインタビューをした際、なぜそんなに時間をかけてWicomico Youth and Civic Center に並んだ100人以上のファンにサインをするのか尋ねた。彼女は「彼らは皆私のファンだからよ」「私はここで最後の1人までサインをするつもり。彼らがいなかったら今の私はいなかった。私は彼らが大好きよ」と語った。1979年、彼女はProcter & Gamble's Crisco Oil のスポークスパーソンとなり、1989年までの10年間、コマーシャルなどの広告媒体に出演した。1970年代全期に亘る彼女の功績に対し、ACMアワードよりArtist of the Decade が授与された。彼女はこの賞を受賞した最初で唯一の女性歌手となっている。

### 1980年～1989年: ヒットの継続
1980年、映画『歌え!ロレッタ愛のために』がナッシュビルで公開され、すぐに全米で興行収入第1位となった。これによりリンはカントリー界のスーパースターからアメリカの偉人となった。この映画でロレッタ役はシシー・スペイセク、ムーニー・リン役はトミー・リー・ジョーンズが演じた。この映画はアカデミー賞7部門にノミネートされ、スペイセクがアカデミー主演女優賞を受賞し、サウンドトラックのアルバムはゴールド認定され、スペイセクの歌唱はグラミー賞にノミネートされ、CMAアワード、ACMアワード、ゴールデングローブ賞など数々の賞を受賞した。
1980年のアルバム『Loretta 』と『Lookin' Good 』からのシングル『Pregnant Again 』、『Naked In The Rain 』、『Somebody Led Me Away 』がヒットした。リンは50もの曲が第10位以内に入った最初の女性カントリー歌手となった。1982年、『I Lie 』がソロとして第10位以内に入った最後となったが、以降も約10年シングルの発表を続け、第20位以内に入っていた。
1985年、『Heart Don't Do This to Me 』が第19位に入ったのを最後に第20位以内に入らなくなった。1993年、リンはシングルを発表することをやめ、レコードの売り上げよりもコンサートに力を入れるようになった。コンサートではトップ・アーティストで居続け、夫の健康問題により公演数をかなり減らしたが、1996年に彼は亡くなってしまった。1985年のアルバム『Just a Woman 』は第40位以内に入った。1987年、k.d.ラングのアルバム『Shadowland 』の収録曲『Honky Tonk Angels Medley 』にキティ・ウェルズ、ブレンダ・リーと共演した。ミュージック・ビデオも作成され、この曲はゴールド認定され4人共グラミー賞にノミネートされた。1988年、アルバム『Who Was That Stranger 』がソロとして大手レコード会社から出されたアルバムの最後となった。しかしそれ以降も最も人気がありファンから愛されたアーティストの1人で居続けた。1988年、カントリー・ミュージックの殿堂入りをした。

### 1990年以降: 近年の経歴
1993年、ドリー・パートン、タミー・ワイネットと共演したアルバム『Honky Tonk Angels 』がヒットした。『ビルボード』誌のカントリー・チャートで第6位、ポップ・チャートで第68位、シングル『Silver Threads and Golden Needles 』もチャート入りし、この曲のミュージック・ビデオも人気を博した。このアルバムは80万枚以上を売り上げ、アメリカとカナダでゴールド認定され、3人はグラミー賞とCMAアワードにノミネートされた。1993年、リンの元デュエット・パートナーであったコンウエイ・トゥイッティが亡くなり、その5年後タミー・ワイネットも亡くなった。1994年、MCAレコードでの彼女の経歴を網羅した3枚組のCDボックス『Honky Tonk Girl: The Loretta Lynn Collection 』が発表された。1995年、ザ・ナッシュビル・ネットワーク(TNN)の7週連続番組『Loretta Lynn & Friends 』が50日ほどかけて製作された。
1995年、第30回ACMアワードでパイオニア賞を受賞した。1996年、夫が亡くなり、2000年、数年ぶりにアルバム『Still Country 』を発表し、収録曲『I Can't Hear the Music 』は亡くなった夫へのトリビュートであった。このアルバムから、12年ぶりのシングル『Country In My Genes 』を発表し、これにより『ビルボード』誌のカントリー・チャートで50年に亘りチャートに入った最初の女性カントリー歌手となった。このアルバムの評判は高かったが、売り上げはこれまでに比べて伸びなかった。2002年、2冊目の自伝『Still Woman Enough 』を発表し、再度『ニューヨーク・タイムズ』のベストセラーの第10位以内に入った。2004年、料理本『You're Cookin' It Country 』を発表した。
2004年、リン自身が全曲作曲に携わった2枚目のアルバム『Van Lear Rose 』が大成功を収めて再起を果たした。このアルバムは「永遠の友人」ザ・ホワイト・ストライプスのジャック・ホワイトのプロデュースで、彼によるギターとバックアップ・ヴォーカルが使用されている。ホワイトとのコラボレーションにより新しい世代のファンを掴み、『スピン』や『Blender 』など流行りの音楽やオルタナティヴ・ロックを扱う雑誌で高い評価を集めた。2004年、『ローリング・ストーン』誌の投票でこのアルバムは年間第2位となった。このアルバムはグラミー賞最優秀カントリー・アルバム賞を受賞した。これに続き、過去45年間の再録CDを製作中と伝えられた。
2010年後期、ソニー・ミュージックはリーバ・マッキンタイア、フェイス・ヒル、パラモア、キャリー・アンダーウッドなどカントリー界のスターを起用し、リンの過去50年のヒット曲を再録したアルバム『Coal Miner's Daughter: A Tribute to Loretta Lynn 』を発表した。アルバムに先駆けて発表されたミランダ・ランバート、シェリル・クロウと共演したシングル『Coal Miner's Daughter 』のビデオがGMCで第10位以内に入った。これにより『ビルボード』誌のシングル・チャートで60年に亘りチャートに入った最初の女性カントリー歌手となった。2010年5月、オハイオ州ネルソンヴィルのネルソンヴィル音楽祭に出演した。2012年、3冊目の自伝『Honky Tonk Girl: My Life in Lyrics 』を発表した。

## 私生活
- 短期間カントリー・ミュージックに携わったジェイ・リー・ウエブとペギー・スーを含む8人きょうだいの2番目として生まれた。カントリー・チャートで最も成功したきょうだいはクリスタル・ゲイルである。
- 1948年の15歳の時に[29]ケンタッキーでドゥーリトル・リン(通称ドゥー)と結婚し、婚姻関係は1996年に彼が糖尿病で亡くなるまで続いた。結婚時の年齢について13歳とされることもあるが、実際15歳で結婚し、これは当時のアメリカ合衆国南部では普通のことであった[6]。
- 21歳までに4人の子をもうけ、その後1964年に双子の娘ペギー・リタと、パッツィ・クラインに因んで名付けられたパッツィ・リンをもうけた。この双子は1998年にカントリー・ミュージック・デュオのザ・リンズを結成した。
- 1984年7月22日、リンの長男ジャック・ベニー・リンが34歳の時、テネシー州ハリケーン・ミルズにある家族の牧場のダック・リバーを渡ろうとして溺死した[30]。
- リンはハリケーン・ミルズにレコーディング・スタジオ、博物館、宿泊施設など様々な施設を備えた「テネシー州内で7番目に大きいアトラクション」となる牧場を所有している。30年以上に亘り、Grand National Cross Country と並び世界最大のアマチュア・モトクロス・レースであるアマチュア・モトクロス全米大会をここで主催している。この牧場には彼女の豪邸の他、ブッチャー・ホロウの生家の複製もある。現在彼女はここには住んでおらず、邸内をツアーとして見学することができる。
- 2006年、転倒による怪我で肩の手術を受けた。この治療中の合併症により、さらなる治療が必要となり、後にこの手術は成功した[31][32]。

## 受賞歴
これまで160曲、アルバム60枚を発表。カントリー・チャートで第1位となったアルバムは10枚、第1位となったシングルは16枚ある。グラミー賞4回、アメリカン・ミュージック・アワードを7回、Broadcast Music, Inc.賞を8回、アカデミー・オブ・カントリーミュージックを12回、CMAアワードを8回、ファン投票によるミュージック・シティ・ニュース賞を26回受賞するなど、多数の機関から多数の賞を受賞している。リンは現在でもカントリー界で最も多く受賞した女性歌手である。1967年のアルバム『Don't Come Home a Drinkin' (With Lovin' on Your Mind) 』でカントリーで最初にゴールド・ディスク認定された女性歌手となった。
1972年、CMAアワードの最高賞であるエンターテイナー・オブ・ザ・イヤーを受賞した最初の女性歌手であり、以降女性歌手でこの賞を受賞したのはドリー・パートン、バーバラ・マンデル、リーバ・マッキンタイア、シャナイア・トゥエイン、テイラー・スウィフトしかいない。1980年、ACMアワードの70年代の活躍を称えるArtist of the Decade を受賞した唯一の女性歌手となった。1988年にカントリー・ミュージックの殿堂に、1999年にカントリー・ゴスペル･ミュージックの殿堂に入った。2003年、大統領よりケネディ・センター名誉賞を受賞した。またVH1の100 Greatest Women of Rock & Roll の第65位に入り、1977年、ハリウッド・ウォーク・オブ・フェームに星を埋め込まれた最初の女性カントリー歌手となった。1995年、ACMアワードのカントリー・ミュージック･パイオニア賞を受賞した。
2001年、『Coal Miner's Daughter 』がNPRの100 Most Significant Songs of the 20th Century に認定された。2002年、CMTの40 Greatest Women of Country Music で、生存する女性カントリー歌手で最高の第3位となった。
2004年11月4日、BMI在籍45年となり、BMIのアイコンとしてBMIカントリー賞を受賞した。
2008年、ニューヨークの作詞家の殿堂に入った。これにより他のジャンルを含めて最も多く音楽関連の殿堂入りした女性歌手となった。2010年、カントリー･ミュージック界での50年におよぶ活動を評されグラミー賞特別功労賞生涯業績賞を受賞した。
2010年11月10日、第44回CMAアワードで50年の功績を称えられた。またこの年、新種のバラに彼女の名が付けられた。
2010年11月、ソニー・ミュージックはトリビュート・アルバム『Coal Miner's Daughter: A Tribute to Loretta Lynn 』を発表。キッド・ロック、リーバ・マッキンタイア、シェリル・クロウ、ミランダ・ランバート、アラン・ジャクソン、グレッチェン・ウィルソン、ホワイト・ストライプス、マルティナ・マクブライド、パラモア、スティーヴ・アール、フェイス・ヒルが参加している。2011年、シングルおよびミュージック・ビデオとして発表されたミランダ・ランバートとシェリル・クロウとの『Coal Miner's Daughter 』でACMアワード、CMTミュージック・アワード、CMAアワードのヴォーカル・イベント・オブ・ザ・イヤーにノミネートされた。
2012年9月25日、グランド・オール・オープリーのメンバーとして50周年を迎えた。女性歌手でこの偉業を達したのは他にジーン・シェパード、ミニー・パール、ウィルマ・リー・クーパーのみである。GMCでトリビュート番組が放送された。
2013年8月8日、バラク・オバマ大統領より大統領自由勲章が授与されることが発表された。プレスリリースによると「ロレッタ・リンはカントリー・ミュージック界の巨匠である。ケンタッキー州の田舎で育ち、1960年代初頭に女性カントリー歌手として成功した最初の人物であり、長期間男性社会であったカントリー界に勇敢に立ち向かった。彼女は2003年のケネディ・センター名誉賞や2010年のグラミー賞特別功労賞生涯業績賞など多数の称賛を得ている」。
- CMAアワード
  - 1967年、女性ヴォーカリスト賞
  - 1972年、最優秀エンターテイナー賞(最高賞)、女性ヴォーカリスト賞、ヴォーカル・デュオ賞
  - 1973年、女性ヴォーカリスト賞、ヴォーカル・デュオ賞
  - 1974年、ヴォーカル・デュオ賞
- ACMアワード
  - 1971年、女性ヴォーカリスト賞
  - 1973年、女性ヴォーカリスト賞
  - 1974年、女性ヴォーカリスト賞、ヴォーカル・デュオ賞
  - 1975年、最優秀エンターテイナー賞(最高賞)、アルバム賞、女性ヴォーカリスト賞、ヴォーカル・デュオ賞
  - 1976年、ヴォーカル・デュオ賞
  - 1979年、Artist of the Decade
- グラミー賞
  - 1972年、最優秀カントリー・パフォーマンス賞ヴォーカル入りデュオまたはグループ部門
  - 1997年、Hall of Fame Awards
  - 2005年、第47回グラミー賞最優秀カントリーアルバム賞、最優秀カントリー・コラボレーション賞ヴォーカル部門

## 政治的主義
人気の高まりと共に、多くの議論を巻き起こした。離婚した女性への偏見を歌った『Rated "X" 』、10代の処女率の低下を歌った『Wings Upon Your Horns 』、Ｔ・D・ベイレス作詞による妻や母親が経口避妊薬により開放的になる『The Pill 』など、彼女の曲は放送禁止になることがあった。1966年、ベトナム戦争の頃に発表された『Dear Uncle Sam 』は戦争で夫を亡くした妻の苦悩について歌われた。この曲はイラク戦争の頃のライヴでも歌われた。
しばしば議論に上がることについて彼女は「私は物事を一方からだけ見たり、他者が不幸になることは好きではないだけ。私の曲には政治的な意味はない」と語った。1976年以降共和党も民主党のどちらの大統領の時も含めて計6回ホワイトハウスを訪れたことがあり、彼女の自伝によると父親は共和党で母親は民主党である。2002年の自伝『Still Woman Enough 』によると、ジミー・カーターとは長年の交友関係があり、支持もしていると公言しており、この頃、共和党候補者および政治行動委員会への政治献金(4,300ドル)が唯一記録されている。またジョージ・H・W・ブッシュ、2003年にケネディ・センター名誉賞を授与したジョージ・W・ブッシュとも交友関係があることで知られる。リンドン・ジョンソン政権下、1966年にベトナム戦争犠牲者について歌った『Dear Uncle Sam 』を発表し、共和党および民主党の双方に疑問を投げかけ、ジョージ・W・ブッシュ政権下でのイラク戦争の間にこの曲を再演した。
「一般的な女性」の代弁者として知られるが、上位中流階級の女性解放主義者からはニーズを無視しているとしばしば批判され、労働者階級女性の不安を引き起こすことがあった。彼女は「女性解放運動に積極的なわけではないが、女性の権利確立の手助けになるかもしれない」と語った。『The Pill 』や『Rated X 』などの曲からより保守的なゴスペル・アルバムを作成するまで長期間の時間を必要とした。
動物の倫理的扱いを求める人々の会(PETA)の、犬を戸外に繋いでおくことに反対するキャンペーンに彼女の曲『I Wanna Be Free 』を使用する許可を出した。
2022年10月4日、テネシー州ハリケーンミルズの自宅で死去。90歳没

## ディスコグラフィ
スタジオ・アルバム
- 1963年: Loretta Lynn Sings
- 1964年: Before I'm Over You
- 1965年: Songs from My Heart
- 1965年: Hymns
- 1965年: Blue Kentucky Girl
- 1965年: Mr. & Mrs. Used to Be (with アーネスト・タブ)
- 1966年: I Like 'em Country
- 1966年: A Country Christmas
- 1966年: You Ain't Woman Enough
- 1967年: Don't Come Home a Drinkin' (With Lovin' on Your Mind) (US: Gold)
- 1967年: Ernest Tubb & Loretta Lynn Singin' Again  (with アーネスト・タブ)
- 1967年: Singin' With Feelin'
- 1968年: Fist City
- 1968年: Who Says God Is Dead!
- 1969年: Your Squaw Is on the Warpath
- 1969年: If We Put Our Heads Together   (with アーネスト・タブ)
- 1969年: Woman of the World / To Make a Man
- 1970年: Wings Upon Your Horns
- 1970年: Loretta Lynn Writes 'em & Sings 'em
- 1970年: Coal Miner's Daughter (US: Gold)
- 1971年: I Wanna Be Free
- 1971年: We Only Make Believe (with コンウエイ・トゥイッティ) (US: Gold)
- 1971年: You're Lookin' At Country
- 1972年: Lead Me On (with コンウエイ・トゥイッティ) (US: Gold)
- 1972年: One's on the Way
- 1972年: Here I Am Again
- 1973年: Entertainer of the Year - Loretta
- 1973年: Louisiana Woman, Mississippi Man (with コンウエイ・トゥイッティ)
- 1973年: Love Is the Foundation
- 1974年: They Don't Make 'em Like My Daddy
- 1974年: Country Partners (with コンウエイ・トゥイッティ)
- 1975年: Back to the Country
- 1975年: Feelin's (with コンウエイ・トゥイッティ)
- 1975年: Home
- 1976年: When the Tingle Becomes a Chill
- 1976年: United Talent (with コンウエイ・トゥイッティ)
- 1976年: Somebody, Somewhere
- 1977年: I Remember Patsy
- 1977年: Dynamic Duo (with コンウエイ・トゥイッティ)
- 1978年: Out of My Head and Back in Bed
- 1978年: Honky Tonk Heroes (with コンウエイ・トゥイッティ)
- 1979年: We've Come a Long Way Baby
- 1979年: Diamond Duet (with コンウエイ・トゥイッティ)
- 1980年: Loretta
- 1980年: Lookin' Good
- 1981年: Two's a Party (with コンウエイ・トゥイッティ)
- 1981年: I Lie
- 1982年: Making Love from Memory
- 1983年: Lyin', Cheatin', Woman Chasin', Honky Tonkin', Whiskey Drinkin' You
- 1985年: Just a Woman
- 1988年: Who Was That Stranger
- 1989年: Makin' Believe (with コンウエイ・トゥイッティ)
- 1993年: Honky Tonk Angels (ドリー・パートン、ロレッタ・リン、タミー・ワイネット) (US: Gold)
- 1994年: Making More Memories
- 1997年: All Time Gospel Favorites
- 2000年: Still Country
- 2004年: Van Lear Rose

## 映画
1980年に伝記映画『歌え!ロレッタ愛のために』が公開。シシー・スペイセクがロレッタを演じ、アカデミー主演女優賞を受賞した。